# Битова живопис
Битовата живопис (също наричана жанрова живопис) е разновидност на живописта, която изобразява сцени от съвременния на художника домашен и обществен бит. Може да клони към историческата живопис или портретния жанр (индивидуален и колективен).
Появата и развитието ѝ е свързано с демократичните тенденции в изкуството в епохата на късния Ренесанс и Барока. Представители на европейската битова живопис са:
- Испания – Веласкес, Мурильо,
- Италия – Карпачо,
- Фландрия – Брьогел,
- Франция – Шарден, Грьоз, в по-малка степен: Домие, Миле, Курбе, Бастиен-Лепаж,
- Холандия – „малките холандски майстори“: Вуверман, Доу, Мас, Метсю, Нетчер, ван Остаде, Стен, Терборх, де Хох, както и „колосите“ на холандската живопис от 17 век Йоханес Вермеер и Рембранд ван Рейн.

## Битова живопис в България
След индивидуалния портрет и историческата композиция, битовата живопис заема трето по популярност място сред жанровете на възрожденското изобразително изкуство в България. Нейни представители са Николай Павлович, Станислав Доспевски, Димитър Добрович.
В първите три десетилетия след Освобождението получава голямо развитие и оставя дълбоки следи в творчеството на творилите в България чешки художници, възпитаници на немската и чешката школи Иван Мърквичка и Ярослав Вешин, както и българските художници Антон Митов, Никола Образописов, Иван Ангелов, Петко Клисуров, Марин Георгиев. Преобладава селската тематика (сцени на полето, семейни празници), но се срещат творби и на смесена градско-селска тематика (пазарни сцени).
От второто десетилетие на 20 век битовата живопис отстъпва водещото си място на жанровете портретна и пейзажна живопис.
Един от известните български художници в жанра е Крум Джаков.